# Granatspitzgruppen
Granatspitzgruppen er en bjerggruppe i Alperne i Østrig og er en del af bjergkæden Hohe Tauern. Venedigergruppen ligger i delstaterne Salzburg og Tyrol (delstat). Det højeste bjerg er Große Muntanitz med en højde på 3.232 moh. 
Venedigergruppen er beliggende i Nationalpark Hohe Tauern og står således under naturbeskyttelse.
Goldberggruppen grænser op til følgende bjerggrupper i Alperne:
- Kitzbühel Alperne (mod nord)
- Glocknergruppen (mod øst)
- Schobergruppen (mod sydøst)
- Villgratner Berge (mod sydvest)
- Venedigergruppen (mod vest)

## Bjerge over 3.000 m
- Großer Muntanitz 3.232 m
- Kleiner Muntanitz 3.192 m
- Oberer Muntanitzpalfen 3.170 m
- Luckenkogel 3.100 m
- Stubacher Sonnblick 3.088 m
- Granatspitze 3.086 m
- Vordere Kendlspitze 3.085 m
- Hintere Kendlspitze 3.085 m
- Kalser Bärenkopf 3.079 m
- Gradötz 3.063 m
- Stellachwand 3.060 m
- Grauer Schimme 3.053 m
- Wellachköpfe 3.037 m
- Äußerer Knappentröger 3.031 m

47°04′25″N 12°35′20″Ø / 47.073697°N 12.589025°Ø